# Parafia św. Barbary w Witebsku
Parafia św. Barbary w Witebsku (biał. Парафія Св. Барбары ў Віцебску) – parafia rzymskokatolicka z siedzibą w Witebsku. Należy do dekanatu witebskiego diecezji witebskiej. Została utworzona pod koniec XVIII wieku. W parafii pracują Dominikanie.

## Historia
Pierwsze wzmianki o kościele pochodzą z 2 połowy XVIII wieku, kiedy marszałek powiatu horodeckiego Antoni Kossow ufundował w 1783 roku mały kościół przy cmentarzu katolickim. W 1785 abp mohylewski Stanisław Bohusz Siestrzeńcewicz konsekrował go pod wezwaniem św. Barbary, patronki dobrej śmierci. Cmentarz znajdował się przy drodze prowadzącej do Horodka, lecz był poza miastem, dlatego kościół został nazwany "podwitebskim", a jego niewielki rozmiar odzwierciedlał liczbę ludności w okolicznych wsiach. Na początku lat 80. XIX wieku w parafii było 2000 wiernych, a niewielka świątynia mogła pomieścić 150 osób. Dlatego proboszcz ks. Motuz zdecydował o rozbudowie kościoła według projektu architekta Wiktora Junoszy-Piotrowskiego. Dawną kaplicę wbudowano w ściany prezbiterium. Przy kościele znajdowała się plebania i szpital. 
4 grudnia 1884 konsekrowano nowy kościół św. Barbary i św. Józefa o cechach modnych wówczas stylów neoromańskiego i neogotyckiego. 
Na początku XX wieku rozległa parafia św. Barbary liczyła 3900 wiernych. Leżała w dekanacie witebskim, w archidiecezji mohylewskiej. Posiadała trzy kaplice: na cmentarzu grzebalnym, w Dołżnie i w Horodku.
Władze ZSRR zamknęły kościół w latach 30. XX wieku. 
27 sierpnia 1937 roku w zbiorowej egzekucji w więzieniu w Mińsku zamordowano dwóch proboszczów parafii oraz 3 innych kapłanów. 
Ks. Piotr Awgło, były proboszcz parafii św. Barbary, został aresztowany w 1923 r., ale szybko zwolniony. W 1927 r. aresztowano go w Witebsku i przetrzymywano w więzieniu w Smoleńsku. Po 6 i pół miesiącach został zwolniony. Aresztowano go 13 czerwca 1937 r. w Mohylewie, gdzie pełnił funkcję dziekana i proboszcza parafii Wniebowzięcia Najświętszej Maryi Panny. 
Ks. Stanisław Rajko został aresztowany 13 lutego 1937 r.
Razem z ks. Konstantym Andrekusem proboszczem i dziekanem parafii homelskiej, ks. Janem Borowikiem, proboszczem parafii Świętej Trójcy na Złotej Górce w Mińsku, ks. Piotrem Janukowiczem proboszczem parafii Faszczówka i Szkłów w dekanacie mohylewskim zostali skazani na śmierć 25 sierpnia 1937 r.
Świątynia znacznie ucierpiała podczas II wojny światowej. Przez pewien czas była użytkowana jako magazyn nawozów sztucznych, lecz później zdecydowano by stała się salą muzyki organowej.
Parafia została reaktywowana w 1990 roku po przybyciu dominikanina Janusza Skęczka i oficjalnie zarejestrowana 7 lutego 1992 roku.
W 1993 roku abp Kazimierz Świątek poświęcił odbudowaną świątynię. W latach 1999–2011 była katedrą diecezji witebskiej.

## Obecnie
W parafii działa Żywy Różaniec i Legion Maryi. W 2000 roku założono chór "Hosanna", który koncertuje na Białorusi i w Polsce.
W niedziele i święta o godz. 10.00 odbywa się Msza Święta w języku polskim.

## Proboszczowie
| imię i nazwisko     | daty urzędowania |
| ------------------- | ---------------- |
| Ks. de Walden       |                  |
| Ks. Motuz           |                  |
| Ks. Lewgawd         |                  |
| Ks. Przemocki       |                  |
| Ks. Petronis        |                  |
| Ks. Jaczejko        |                  |
| Ks. Ignacy Rudis    |                  |
| Ks. Piotr Awgło     | - 1928           |
| Ks. Stanisław Rajko | 1928–1937        |
| Janusz Skęczek OP   | 1992 -           |
| Krzysztof Kocjan OP |                  |